# Bosnyák Miklós
Bosnyák Miklós (1949. október 24. –) magyar filmproducer, gyártásszervező, színigazgató, egyetemi tanár. 

## Életpályája
1975–1978 között a Színház- és Filmművészeti Főiskola hallgatója volt, gyártásszervező szakon. 1969–2001 között a Magyar Televízióban dolgozott, 2002–2003-ban a Nemzeti Színház vezérigazgatója volt. A Színház- és Filmművészeti Egyetem oktatója, osztályvezető tanára.

## Fontosabb produceri munkái
- Last call (2018)
- Negyven év (2018)
- Welcome (2017)
- Szép alak (2016)
- Szabó úr (2015)
- Kamaszkor vége (2015)
- Határ (2015)
- Betonzaj (2015)
- Mindig csak (2015)
- VAN valami furcsa és megmagyarázhatatlan (2014)
- Aki bújt (2010)
- Variációk (2009)
- Az elsőszülött (2007)
- Csendélet hallal és más tragikus momentumokkal (2005)

## Díjai, elismerései
- SZOT-díj (1985)